# Sphagnum subobesum
Sphagnum subobesum là một loài rêu trong họ Sphagnaceae. Loài này được Warnst. mô tả khoa học đầu tiên năm 1900.